# Villages nordiques du Québec

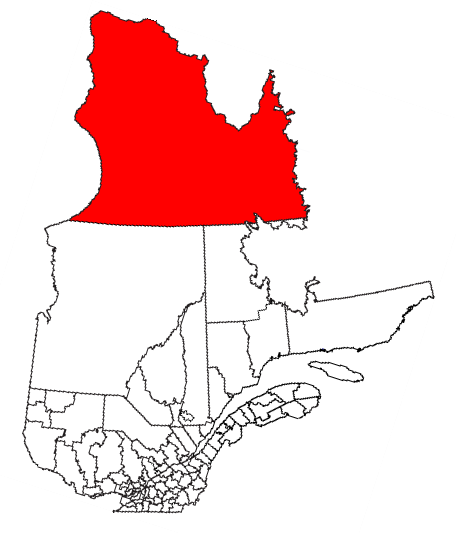
Nunavik, Québec

Un village nordique est une municipalité du Nunavik, Québec, créée par le législateur québécois en application de la Convention de la Baie-James et du Nord québécois de 1975. 
Il existe 14 villages nordiques peuplés en majorité, mais pas exclusivement, d'Inuits. 
Toutes les municipalités de village nordique et le village naskapi (Kawawachikamach) sont représentées dans l'Administration régionale Kativik (ARK).

## Villages nordiques inuits

### Villages duDétroit d'Hudson
1. Ivujivik
2. Kangiqsujuaq
3. Salluit

### Villages de laBaie d'Hudson
1. Akulivik
2. Inukjuak
3. Kuujjuarapik
4. Puvirnituq
5. Umiujaq

### Villages de laBaie d'Ungava
1. Aupaluk
2. Kangiqsualujjuaq
3. Kangirsuk
4. Kuujjuaq
5. Quaqtaq
6. Tasiujaq